# Starman (personaggio)
Starman è un nome adottato da diversi personaggi dei fumetti pubblicati dalla DC Comics. Il primo a portare tale nome è stato Ted Knight creato da Gardner Fox (testi) e Jack Burnley (disegni). La sua prima apparizione è in Adventure Comics n. 61 (aprile 1941).

## Starman I: Ted Knight
Il primo eroe a portare tale nome è l'astronomo e fisico Ted Knight, che riesce ad imbrigliare l'energia delle stelle in una barra cosmica (Gravity Rod poi evoluta in Cosmic Rod). Con quest'arma è in grado di controllare la forza di gravità e di riutilizzare l'energia stellare in diversi modi. Protettore di Opal City, è stato anche uno dei membri della Justice Society of America, il primo gruppo di supereroi mai creato.
Il suo costume era verde e rosso, con una grande stella gialla sul petto: nelle intenzioni dei creatori, doveva ricordare il costume di Superman, a parte l'elmetto con pinna rossa sulla testa. Come Ted Knight si è sposato e dal suo matrimonio sono nati due figli, David Knight e Jack Knight (Starman VII): entrambi hanno vestito i panni di Starman.

## Starman II: Charles McNider e David Knight
Supereroe attivo negli anni cinquanta di cui non si conosce quasi nulla.
Viene ricordato da Shade (supercriminale apparentemente immortale e ora residente a Opal City) nelle pagine del suo diario personale. Durante un viaggio indietro nel tempo (nell'anno 1951), Jack Knight (Starman VII) scopre l'identità di Starman II. Si tratta di suo fratello David Knight (conosciuto anche come Starman VI). Questi è stato portato indietro nel tempo da Kent Nelson (Dottor Fate I), poco prima di essere ucciso per mano del figlio di Mist. Così avrebbe avuto modo di dimostrare il suo valore come supereroe. In questo stesso periodo l'identità di Starman era stata assunta anche da Charles McNider (Dottor Mid-Nite I). Questi la cede a David una volta saputo che si tratta del figlio del suo amico Ted Knight (Starman I).
Nella continuity pre-Crisis (cioè nelle storie pubblicate prima del 1985), il personaggio Starman II era un'identità alternativa di Batman introdotta nell'albo Detective Comics n. 247 (settembre 1957). In questa storia Bruce Wayne è indotto dal Professor Milo ad avere una fobia di tutto ciò che riguarda i pipistrelli. Di conseguenza è costretto a cambiare costume e identità di supereroe. Per un breve periodo si fa chiamare Starman e costruisce un aeroplano denominato Star-plane. Robin lo aiuterà a vincere questa paura e presto Bruce torna ad essere Batman e a sconfiggere Milo. Bisogna sottolineare che questa storia degli anni cinquanta non esiste più nella continuity attuale dell'Universo DC Comics. Di conseguenza il primo accenno ad un secondo Starman risale all'albo Starman (vol. 2) n. 2 (dicembre 1994). Tale versione è quella definitiva e vede Starman II essere attivo per 366 giorni dal primo gennaio 1951 al primo gennaio del 1952. Il ruolo è ricoperto inizialmente da Charles McNider e poi da David Knight.

## Starman III: Mikaal Tomas
Un alieno venuto sulla terra e denominato Starman. Prima della serie del '94 appare una sola volta sull'albo First issue Special n. 12 (marzo 1976).
Uno dei momenti focali della sua storia sul nostro pianeta si svolge nel 1976. In questo periodo si trova confuso, non riesce a focalizzare il suo passato e fa uso di droghe. Frequenta spesso discoteche, un fenomeno in piena espansione a quell'epoca, ed è proprio in una di queste che incontra un altro alieno come lui dal nome Komak. Questo gli comunica che sono gli ultimi rimasti di una razza nata per conquistare e combattere. Mikaal venne sulla terra come gesto di ribellione (anche se non se lo ricorda chiaramente), dopo che anche la sua stessa ragazza era stata uccisa per essersi opposta al sistema.
Nel frattempo il suo pianeta è andato distrutto da un dispositivo creato dai suoi stessi scienziati. Il dolore fu tale che coloro che non morirono nell'incidente si suicidarono.
Komak era però già stato mandato sulla terra per punire la diserzione di Mikaal. Ma per un po' di tempo vi rinunciò per dedicarsi ai piaceri offertogli dal nuovo pianeta. Ora sta per morire e vuole portare a termine la sua missione.
Il duello tra i due avviene con l'uso di uno speciale dispositivo e droghe che rendono il duello uno scontro che avviene sul piano astrale e metafisico. Gli effetti però si manifestano sul corpo fisico. Vince Starman/Mikaal Tomas..
Dopo questo episodio scompare per 12 anni, finché nel 1988 un proprietario di circo di nome Bliss lo trova in stato di amnesia.
Dato lo strano colore (blu) della pelle di Mikaal, lo esibisce come fenomeno da baraccone.
Negli anni novanta Starman VII/Jack Knight lo vede per caso in questo stesso circo. L'alieno è confuso e non parla più una lingua terrestre ma quando i due si toccano Jack è investito da una moltitudine di immagini.
Jack decide di liberarlo e per farlo deve sfidare Bliss, il proprietario del circo. Questi si rivelerà essere una creatura soprannaturale che si nutre di emozioni umane.
Dopo averlo riportato ad Opal City, Jack trova nel Diario di Shade dei cenni all'alieno dalla pelle blu che viveva in città negli anni settanta ed era chiamato Starman.
Incuriosito da ciò Ted Knight decide di prendersi cura di Mikaal per cercare di trovare una terapia che lo aiuti a ricordare il suo passato. Col tempo l'Alieno ricomincia a parlare inglese ma la memoria non torna. Per questo motivo decide di partire con Jack Knight per lo spazio. Spera di trovare qualcosa che gli sveli le sue origini. In ogni caso tornerà sulla terra dove ha intrapreso una relazione omosessuale.

## Starman IV: Principe Gavyn
Eroe Cosmico apparso sugli albi Adventure Comics n. 467 (gennaio,1980) e DC Comics n. 36, e poi morto durante la miniserie Crisi sulle Terre infinite.
Era un Principe del pianeta Throneworld. Scoprì di avere le capacità di assorbire l'energia delle stelle e di riutilizzarla.
Ebbe la fortuna di incontrare un Essere di nome Mn'torr che lo addestrò e gli donò i bracciali che lo aiutarono a controllare i suoi poteri.
Divenne il protettore nonché sovrano del suo pianeta e morì eroicamente affrontando il campo di antimateria che stava distruggendo tutti gli Universi Paralleli che costituivano la realtà in cui si dipanava la Continuity degli albi DC prima del 1986.

## Starman V: Will Payton
È lo Starman degli anni ottanta. Ottiene i poteri di volare, superforza, cambiare aspetto, lanciare lampi di energia, quando è colpito da un raggio cosmico. Viene creato come personaggio da Roger Stern e Tom Lyle ed è stato titolare di una serie durata 45 numeri. Nonostante la sua breve carriera, ha guadagnato una buona reputazione tra gli altri eroi, assistendo Superman in alcune occasioni, aiutandolo a ricaricarsi dopo che un incontro con Parasite ha prosciugato la maggior parte della sua energia solare, e fingendosi Superman quando è stato brevemente depotenziato dall'uso della Kryptonite rossa di Mister Mxyzptlk da parte di Lex Luthor (sebbene sia stato costretto a partire per riprendersi dopo essere stato ferito in uno scontro con il genio del male Thaddeus Killgrave). Sembra che Starman sia morto combattendo contro il supercriminale Eclipso.
La serie Starman degli anni '90 ha rivelato che il suo destino era diverso da quello che si credeva in precedenza. Il misterioso fulmine di energia che ha infuso Payton con le sue abilità cosmiche si è rivelato essere l'essenza del principe alieno di nome Gavyn, che ha anche usato il nome Starman. Al momento non è chiaro se i due uomini, Gavyn e Payton, si siano fusi in un unico essere con ricordi condivisi, o se Payton sia stato ucciso dal fulmine che lo ha colpito ed è stato sostituito dall'essenza di Gavyn.

## Starman VI: David Knight
Figlio maggiore di Ted Knight ne eredita il ruolo come Starman e protettore di Opal City. Quando viene ucciso lo dovrà sostituire il fratello Jack.

## Starman VII: Jack Knight
È il figlio più giovane di Ted e all'inizio è riluttante a indossare i panni del nuovo Starman.
Superato il dolore e non volendo che il fratello fosse morto invano, Jack rinnova il costume, indossando una giacca di pelle con una stella di latta sul risvolto sinistro e un paio di occhialoni da pilota d'aereo. Come il padre e il fratello utilizza l'asta cosmica (cosmic rod).
Il personaggio viene creato da James Robinson (testi) e Tony Harris (disegni). La sua prima apparizione è in Zero Hour n. 1 (settembre 1994). IL mese successivo parte subito la serie regolare (ongoing series) a lui dedicata. Il primo numero è Starman n. 0 (ottobre 1994). L'Editor è l'esperto Archie Goodwin che ebbe il merito di scoprire il talento di questo giovane scrittore inglese (J. Robinson) e di avergli affidato il suo primo lavoro importante per una Major dei fumetti (Si trattava della miniserie Elseworlds: The Golden Age, pubblicata dalla DC Comics).
Cronologicamente è la seconda serie mensile intitolata Starman, la prima partì nel 1988 e durò 45 numeri.
Storicamente, però, la serie dedicata a Jack è la più longeva (81 numeri, 1994-2001) e non si limita a focalizzarsi sul personaggio di Jack Knight ma riprende e cerca di dare coerenza narrativa a tutte le vicende dei personaggi che nel tempo hanno portato il nome Starman.

## Starman VIII: Thom Kallor
Arriva dal futuro dove dice che faceva parte della Legione dei Super-Eroi con il nome di Star-Boy. Attualmente è membro della Justice Society of America come Starman. Ha i poteri di incrementare la massa e quindi la gravità di ogni oggetto.
Il problema è che non si tratta dello stesso Star-Boy che milita come Leginario nel XXXI secolo. Inoltre soffre di una forma borderline di schizofrenia che lo rende a tratti delirante e sconclusionato nei pensieri. Per questo quando non è attivo nella Justice Society, viene curato in una clinica psichiatrica dove si è volontariamente ricoverato.

## Starman IX: Farris Knight
Cronologicamente appare nei fumetti (come Starman) prima di Thom Kallor ma viene inserito successivamente per due motivi:
- arriva da un lontanissimo futuro. L'anno è l'85271 d.C. dove fa parte di un gruppo di supereroi chiamato Justice Legion A i cui altri componenti sono versioni futuristiche di Superman, Batman, Wonder Woman, Aquaman, Hourman e Flash.[11]
- Rimane nel nostro presente per breve tempo e non svolge il ruolo di Starman nella continuity attuale degli albi DC Comics.

Il motivo del suo viaggio nel tempo è di uccidere Ted Knight, suo antenato e fondatore della dinastia di supereroi col nome Starman. Farris detesta il suo ruolo, impostogli dalla madre, e spera quindi di alterare il futuro uccidendo il primo Starman della storia. Alla fine rinuncerà ai suoi propositi ma farà sapere a Ted che alcuni dei suoi discendenti saranno dei supercriminali e questo infangherà il suo nome e quello di Starman.

## Cronologia degli Starmen
Linea temporale con i principali avvenimenti riguardanti le varie incarnazioni di Starman.
- 1838: il commerciante londinese Richard Swift diviene un essere in grado di controllare le tenebre e perde la sua natura umana, prende il nome di Shade e un giorno sceglierà Opal City come sua dimora. La causa della trasformazione è dovuto a Simon Culp, un losco individuo che dopo averlo imprigionato lo sacrifica alla dea Scathach per ottenere potere. Il rituale finisce per trasformare entrambi in esseri di tenebra[12].
- 1899: lo scienziato Herman Moll costruisce una nave in grado di viaggiare nello spazio. Utilizza un principio di accumulo dell'energia cosmica. Viene ritenuto un visionario ma Shade salva la sua invenzione e un giorno servirà a Jack Knight (Starman VII) per viaggiare tra le stelle.[13]
- Fine anni trenta: Ted Knight è un giovane scienziato che rimane affascinato dagli studi del professor Abraham Davis su un congegno che genera lampi di energia. Utilizza questo progetto per costruire una barra (gravity rod) che accidentalmente riesce ad imbrigliare un'energia cosmica sconosciuta. In questo periodo si innamora di Doris Lee.
- 1939: spinto da uno spirito di giustizia e dall'apparizione degli altri supereroi della Golden Age, Ted decide di usare la sua scoperta per proteggere Opal City. Realizza un costume con elmetto dai colori giallo, rosso, verde e servendosi della tecnologia della gravity rod diventa il primo Starman (Starman I). La sua prima apparizione è ufficialmente il 20 di novembre.[14]
- 1940: Ted si unisce alla Justice Society of America.
- Autunno 1941: Ted Knight (Starman I) affronta la sua nemesi per la prima volta. Si tratta del supercriminale The Mist, un ex-scienziato che aveva cercato di vendere al governo una soluzione che rende invisibile tutto ciò che vi si immerge. Il Governo declinò l'offerta probabilmente per l'instabilità chimica del composto. The Mist, il cui vero nome è sconosciuto, si dà al crimine per trarre profitto dalle sue scoperte. Avendo rapito alcuni ostaggi tra cui Doris Lee attira l'attenzione di Starman I che lo sconfigge.[15]
- 1942-1945: Ted Knight combatte contro le Forze dell'Asse come supereroe e, come scienziato, contribuisce allo sviluppo della bomba atomica. Doris Lee muore per cause sconosciute.
- 1946-1950: Ted Knight viene ricoverato in una clinica psichiatrica in seguito ad un crollo nervoso. La cause sono il senso di colpa nell'aver contribuito ai due attacchi atomici al Giappone e la perdita della donna amata.
- 1950: Ted knight si riprende e trova nuove motivazioni fondando un istituto di ricerca in New Mexico. Decide però di interrompere la sua lotta al crimine come Starman.
- 1951: Ad Opal City appare un nuovo Starman dall'identità sconosciuta (Starman II) che opera come supereroe solo nel corso di quest'anno dopo di che sparisce.
- 1952-1964: Nessuno Starman è operativo in questo periodo. Ted conosce e sposa Doris Adele Drew e da questa ha due figli, nati tra il 1960 e il 1965. Il primo è David Knight (destinato a diventare Starman VI) e il secondo è Jack Knight (destinato a diventare Starman VII). Quest'ultimo nasce con molta probabilità nel 1964 o 1965.
- 1965: Poco dopo la nascita di Jack, Ted torna ad essere Starman. In questo periodo agisce di frequente in coppia con Black Canary. Tra i due vi è anche una relazione.[16] In questo stesso anno Starman I affronta di nuovo The Mist (i due non si erano più incontrati dal 1942) e riesce a sconfiggerlo con l'aiuto di Black Canary[17] Poco dopo Doris Knight muore.
- 1966-1975: Ted Knight diminuisce progressivamente la sua attività come supereroe. Si limita ad intervenire quando chiamato dai suoi compagni della Justice Society of America e aiutando sporadicamente la nuova generazione di super-eroi. Nei primi anni settanta arriva sulla terra l'alieno Mikaal Tomas (Starman III). Ha la pelle blu, può volare grazie a due dischi anti-gravità e lancia raggi di energia da un cristallo sonico. Il motivo della sua presenza non è certo in quanto neanche lui se lo ricorda chiaramente, ma pare che sia un atto di diserzione verso il regime vigente sul suo pianeta. La sua stessa ragazza vi si è opposta ma è stata uccisa.
- 1976: Komak, proveniente dallo stesso pianeta di Mikaal, lo affronta per punirlo della sua diserzione. Gli comunica inoltre che sono gli ultimi rimasti della loro razza. Mikaal vince la sfida e uccide Komak.
- 1980: Il Principe Gavyn (Starman IV) diventa Signore e Protettore del suo pianeta Throneworld. Ha la capacità innata di incanalare l'energia delle stelle. Utilizza due bracciali per controllare questi suoi poteri.
- 1981-1985: Gavyn è un Eroe Cosmico ed è anche il primo Starman che non ha legami con il pianeta Terra.
- 1985: Gavyn (Starman IV) viene disintegrato dal campo di antimateria (generato dall'Anti-Monitor) che distrugge tutte le realtà parallele del Multiverso. Dopo questa crisi rimane un unico spazio-tempo in un solo universo.[18]
- 1986: i membri originari della Justice Society of America si ritrovano catapultati nel Limbo in una battaglia eterna per evitare il Ragnarǫk. Tra di loro combatte anche Ted Knight.[19]
- 1988: Will Payton (Starman V) viene colpito da un raggio cosmico che gli dona i superpoteri. Un circo trova uno strano umanoide dalla pelle colore blu e in stato di amnesia. Si tratta dell'alieno Mikaal Tomas (Starman III) che viene catturato ed esibito nel Freak show (spettacolo per i fenomeni da baraccone).
- 1989: Dopo la scomparsa del padre, il figlio primogenito David Knight comincia a maturare l'idea di diventare il prossimo Starman.
- 1990: David Knight indossa per la prima volta un costume simile a quello del padre e utilizzando una Cosmic Rod diventa Starman VI. Affronta Will Payton nel tentativo di prendere per sé il ruolo di Starman. I due però si trovano uniti a combattere la nemesi storica degli Starmen, cioè The Mist. Dopo aver sconfitto il supercriminale, riconoscendo il valore e le capacità di Payton, David gli concede di portare avanti l'eredità di Starman.
- 1991: Will Payton viene ucciso dal supercriminale Eclipso.
- 1992-1993: Ted Knight riesce a tornare dal Limbo. Insieme alla Justice Society affronta il supercriminale Parallax, che quasi li annienta. Ted decide di abbandonare l'attività da supereroe.
- 1994: David Knight diventa il sesto Starman ma viene ucciso una settimana dopo aver ripreso il ruolo che era stato del padre. L'assassino è Kyle, figlio di Mist (nemesi storica di Starman). Il fratello Jack Knight decide di vendicarlo e con l'aiuto di Shade riesce a fermare Mist e uccide Kyle. Jack decide di diventare il nuovo Starman.[20]
- inverno 1995: Jack si imbatte per caso nel circo dove si trova prigioniero Mikaal Tomas (Starman III). Per liberarlo deve affrontare Bliss, essere soprannaturale proprietario del circo. Mikaal ha perso la memoria e per rieducarlo Jack lo affida al padre Ted Knight.[21]
- estate 1995: Nash (la figlia di Mist) diventa la supercriminale Mist II, scatena un'ondata di crimini su Opal City e riesce a catturare Jack. Dopo averlo drogato e in stato di semi-incoscienza, riesce a concepire con lui un bambino. Per ora lascia in vita il nuovo Starman ma il suo piano di vendetta è appena iniziato.[22]
- 1996: Jack comincia a frequentare Sadie Falk e se ne innamora. Insieme a Shade e Brian Savage, Jack compie un viaggio all'Inferno per salvare l'anima di centinaia di persone che vi erano state ingiustamente imprigionate. La nuova Mist (Mist II) dà alla luce il figlio concepito con Jack e per diventare definitivamente una supercriminale si reca a Parigi dove riesce a sconfiggere la Justice League Europe[23].
- 1997: Jack si unisce a Capitan Marvel per scagionare Bulletman dall'accusa di alto tradimento. Jack scopre che Sadie Falk è in realtà Jayne Sadie Payton, sorella di Will Payton (Starman V). Lei è convinta che il fratello non è morto e convince Jack a partire per lo spazio alla sua ricerca[23].
- 1998-1999: Jack parte per lo spazio con l'astronave costruita da Herman Moll, equipaggiata con la tecnologia della scatola madre e un sistema di rintracciamento dell'energia comica emessa da Will Payton. Con lui parte Mikaal (Starman III). Durante il loro viaggio subiscono uno spostamento attraverso la spazio-tempo che li porta ad incontrare Star Boy nel XXX secolo e Jor-El padre di Superman sul pianeta Krypton prima della sua distruzione. Durante il loro peregrinare arrivano anche su Rann e vivono un'avventura con Adam Strange. Alla fine trovano Will prigioniero su Throneworld, pianeta-capitale del Crowm Imperial. Qui scoprono che l'usurpatore al trono Rikane tiene Will Payton prigioniero in quanto in lui si nasconde l'energia vitale del legittimo regnante, il Principe Gavyn (Starman IV). Una volta liberato Gavyn prende il controllo del corpo di Payton e guida una vittoriosa rivolta. Jack si trova ad affrontare il fatto che Will Payton è realmente morto anni prima, posseduto dallo spirito di Gavyn che si è trasferito in lui attratto forse dalla sua particolare energia, simile a quella che alimenta il potere del Principe[24].
- 2000: Al suo ritorno sulla terra, Jack trova Opal City devastata da una serie di attacchi criminali guidati da Shade/l'Ombra, il quale è però posseduto dall'essere oscuro Culp[25]. Questi ha radunato alcune delle nemesi storiche degli Starmen quali la seconda Mist (cioè Nash), Solomon Grundy in versione malvagia, i coniugi Bodin, Ragdoll, Dottor Phosphorus, Crusher, Frankie Soul e Spider[25]. In aiuto di Jack arrivano Adam Strange e il Principe Gavyn (con le sembiianze del quinto starman Will Payton)[25]. Riescono ad ottenere la vittoria su Culp ma l'epilogo è drammatico in quanto arriva il Mist originale con un ordigno atomico pronto a distruggere la città[25]. Per salvarla dalla distruzione interviene lo Starman originale. Questi si sacrifica portando la bomba e Mist in orbita facendola detonare diversi chilometri in alto nell'atmosfera[25]. Il figlio Jack assiste attonito alla morte eroica del padre, lo scontro Starman vs Mist iniziato sessant'anni prima è arrivato alla sua conclusione[25]. Anche la figlia di Mist è morta e ora Jack deve prendersi cura del figlio avuto da lei[25].
- 2001: Jack compie un viaggio nel tempo, torna nel 1951 dove ha modo di incontrare Starman II e suo padre (il primo Starman). Viene poi riportato nel presente da Thom Kallor[26]. Prende quindi la decisione di lasciare il suo ruolo di Starman e protettore di Opal per raggiungere Sadie (che aspetta un figlio da lui) a San Francisco[26]. Qui aspira a diventare un pittore e un buon padre sia per il piccolo Kyle (avuto da Nash) sia per il nascituro (avuto con la sorella di Will Payton)[26]. Prima di partire lascia la cosmic rod, il suo giubbotto e gli occhiali a Courtney Whitmore che ha visto in azione come Star-Spangled Kid con la Justice Society[26]. Con questo passaggio di consegne, Courtney prende il nome di Stargirl[26].

## Poteri e abilità
Differiscono a seconda di chi porta il ruolo di Starman:
- Ted Knight è il primo Starman ed utilizza un congegno a forma di barra chiamato Gravity Rod poi migliorata e chiamata Cosmic Rod (Barra Cosmica). Trae la sua energia dalle stelle e dà varie abilità a chi la maneggia come il volo, la capacità di respingere gli oggetti, lanciare colpi di energia o calore, un limitato campo di forza e generare una luce intensa. Viene utilizzata anche da David Knight (Starman VI) e Jack Knight (Starman VII). La tecnologia e la forma della Cosmic Rod subiscono una continua evoluzione grazie agli studi di Ted Knight, creatore della stessa. Nella sua ultima versione, utilizzata da Jack Knight e attualmente in possesso di Stargirl, prende il nome di Cosmic Staff (Asta cosmica). In questa ultima versione viene allungata e vi troviamo un elaborato pannello di controllo, indicatori del livello di energia, un sistema di riconoscimento, un sistema di raffreddamento e un sistema di puntamento sulla cima.
- Mikaal Tomas (Starman III): grazie a un cristallo sonico è in grado di lanciare raggi di energia. Inoltre possiede capacità telepatiche latenti.
- Principe Gavyn (Starman IV): capacità innata di assorbire energia dalle stelle che poi riutilizza e controlla grazie a due bracciali. Può volare, avere grande forza, sopporta lo Spazio aperto e lanci colpi di energia.
- Will Payton (Starman V): è un terrestre colpito da un raggio cosmico. Gli dà le capacità di volare, superforza, lanciare colpi di energia e mutare leggermente l'aspetto.
- Thom Kallor (Starman VIII): originario del pianeta Xanthu, ha la capacità di incrementare la massa e quindi la gravità degli oggetti. Inoltre indossa un costume progettato nel futuro da Brainiac 5, sul quale si trova memorizzata una mappa dimensionale per accedere alle 52 realtà differenti del Multiverso.
- Farris Knight (Starman IX): utilizza un congegno denominato Quarvat, evoluzione della originaria Cosmic Rod. I poteri sono gli stessi ma enormemente amplificati da una tecnologia avanti di centinaia di migliaia di anni.

## Altre "stelle" dei fumetti
Vi sono altri personaggi legati all'eredità di Starman pur non portandone direttamente il nome:
- Star-Spangled Kid: si tratta di un ragazzo di nome Sylvester Pemberton III. Durante la seconda guerra mondiale si unisce alla Justice Society e all'All Star Squadron. Qui conosce Ted Knight (Starman I) e rimane affascinato dalla tecnologia della Gravity Rod. Dopo la fine della guerra Pemberton svilupperà una cintura che si basa sugli stessi principi (Cosmic Convert Belt). Quest'ultima aumenta la forza, l'agilità e permette di lanciare colpi d'energia. Tra la fine degli anni sessanta e gli anni settanta, Ted consegna a quest'ultimo la Cosmic Rod e comincia a vedere in lui il proprio successore. Tra i due rimane un forte legame anche quando Pemberton decide di non diventare il nuovo Starman ma, nei primi anni ottanta, assumerà l'identità di Skyman. Muore ucciso da Solomon Grundy.[27]
- Stargirl I: è apparsa in una sola avventura svoltasi nel 1942 e pubblicata per la prima volta in All Star Comics n. 15 (febbraio 1943). Viene poi ripresa in Starman (vol. 2) n. 69 come flashback dell'ormai anziano Ted Knight (Starman I). In quel caso fu Doris Lee, il primo grande amore di Ted, ad indossare il costume del suo stesso fidanzato. Questo fu necessario per debellare i piani del supercriminale Brainwave mentre i supereroi maschi della Justice Society erano impegnati in casi separati. Wonder Woman crea così un supergruppo formato dalle loro fidanzate. Alcune di loro tra cui la stessa Doris non sapevano ancora dell'identità segreta di supereroi dei loro compagni e ne rimasero sorprese. Ma dopo la sconfitta di Brainwave, il Dottor Fate e Lo Spettro lanciarono un incantesimo per far loro dimenticare quanto appreso in quella circostanza.
- Stargirl II: un'adolescente di nome Courtney Whitmore che si ritrova ad essere la figliastra di Pat Dugan (l'originario sidekick di Star-Spangled Kid). Tra le vecchie cose del patrigno scopre la Cosmic Convert Belt e, disegnandosi un costume da supereroina, diventa Star Girl. Successivamente fa amicizia con Jack Knight (Starman VII), il quale gli consegnerà l'ultima evoluzione della Cosmic Rod e il proprio ruolo all'interno della rinata Justice Society of America.
- Stars: appare come successore di Star-Spangled Kid nel futuro dell'Universo DC Comics così come viene dipinto nella miniserie Kingdom Come. Indossa la Cosmic Convert Belt e maneggia l'originaria Gravity Rod.

## Celebrazioni e riconoscimenti
- La storia in 4 parti Sand and Stars, apparsa negli albi Starman dal n. 20 al n. 23 (luglio-ottobre 1996), ha vinto un Eisner Award nel 1997 come "Miglior arco narrativo" su serie periodica. Gli autori sono James Dale Robinson (testi), Tony Harris/Guy Davis (disegni) e Wade Von Grawbadger/Guy Davis (rifiniture).
- Starman's Month (il mese di Starman): la DC Comics apprezzò molto il lavoro di James Robinson sulla serie Starman lanciata nel 1994 e quindi cercò di spingere le vendite dell'albo dedicando un mese alla celebrazione di questo personaggio. Il mese è il febbraio del 1997, con l'uscita dell'albo Starman n. 29 (aprile 1997[28]). Il motto di questa operazione pubblicitaria è «Catch a rising star!».

Il tutto è supportato dalle seguenti iniziative:
- Starman n. 29 presenta un riassunto di quanto accaduto nei numeri precedenti.
- Viene lanciata una miniserie dedicata a Shade, co-protagonista della serie regolare.
- Vengono prodotti 4 articoli di merchandising:
  - un modello di maglietta col disegno di Jack Knight realizzato da Tony Harris;
  - un altro modello di maglietta a maniche lunghe con il logo di Starman di fronte e il simbolo dello zodiaco (come quello sulla giacca di Jack) sul retro;
  - un orologio con il simbolo dello zodiaco sul quadrante;
  - un distintivo come quello che porta Jack sulla sua giacca di pelle.

## Poster
Nel 2000 la linea DC Direct ha commercializzato un poster denominato Starman Poster. L'articolo aveva come soggetto i primi otto personaggi (in linea cronologica) ad aver portato il nome Starman. Gli artisti che lo hanno ideato sono Tony Harris e Alex Ross. Il disegno ricombina delle copertine realizzate per la serie Starman (vol. 2), ognuna delle quali presenta come soggetto uno degli Starmen:
- Copertina di Starman (vol. 2) n. 57 Starman VII (Jack Knight)
- Copertina di Starman (vol. 2) n. 58 Starman V (Will Payton)
- Copertina di Starman (vol. 2) n. 59 Starman III (Mikaal Tomas)
- Copertina di Starman (vol. 2) n. 60 Starman IV (Principe Gavyn)
- Copertina di Starman (vol. 2) n. 61 Starman II (Charles Mc Nider - David Knight)
- Copertina di Starman (vol. 2) n. 62 Starman I (Ted Knight)
- Sullo sfondo di tutte le copertine è presente una parte dell'immagine di Starman VIII (Thom Kallor).